# شهری‌ماهی گوش‌صورتی
شهری‌ماهی گوش‌صورتی (نام علمی: Lethrinus lentjan) نام یک گونه از سرده شهری‌ماهی‌ها است.